# 中央北 (印西市)
中央北（ちゅうおうきた）は、千葉県印西市の町丁。現行行政地名は中央北一丁目から中央北三丁目。郵便番号270-1350。

## 地理
北は小倉台、東は大塚、南は中央南、南西は武西学園台、西は白井市桜台に隣接している。

## 歴史
かつては小倉という地名であったが、千葉ニュータウン中央駅の開業からしばらくして中央南とともに中央北の地名が与えられた。

## 世帯数と人口
2017年（平成29年）10月31日現在の世帯数と人口は以下の通りである。
| 丁目         | 世帯数  | 人口    |
| ------------ | ------- | ------- |
| 中央北二丁目 | 410世帯 | 1,137人 |

## 小・中学校の学区
市立小・中学校に通う場合、学区は以下の通りとなる。
| 丁目         | 番地 | 小学校               | 中学校             |
| ------------ | ---- | -------------------- | ------------------ |
| 中央北一丁目 | 全域 | 印西市立小倉台小学校 | 印西市立木刈中学校 |
| 中央北二丁目 | 全域 | 印西市立小倉台小学校 | 印西市立木刈中学校 |
| 中央北三丁目 | 全域 | 印西市立小倉台小学校 | 印西市立木刈中学校 |

## 施設

### 一丁目
- 三井住友銀行千葉ニュータウン支店

### 二丁目
- 京葉銀行千葉ニュータウン支店
- サンクタス千葉ニュータウン中央
- ドン・キホーテ千葉ニュータウン店

### 三丁目
- イオンモール千葉ニュータウン
- ワーナーマイカル千葉ニュータウン

## 交通

### 鉄道
地内に鉄道は通っていない。中央南にある北総鉄道北総線の千葉ニュータウン中央駅が利用できる。

### 道路
- 国道
  - 国道464号